# Église des Quarante-Martyrs (Vranić)
Pour les articles homonymes, voir Église des Quarante-Martyrs.
L'église des Quarante-Martyrs (en serbe cyrillique : Црква светих четрдесет мученика ; en serbe latin : Crkva svetih četrdeset mučenika) est une église orthodoxe serbe en bois située dans le village de Vranić en Serbie, dans la municipalité de Barajevo et sur le territoire de la ville de Belgrade. Construite en 1823, elle est inscrite sur la liste des monuments culturels de grande importance de la république de Serbie et sur la liste des biens culturels de la ville de Belgrade.

## Présentation
L'église des Quarante-Martyrs a été construite en 1823 sur les fondations d'une église datant du XVIIIe siècle. À la fin du XVIIIe siècle av. J.-C. et au début du XIXe siècle, elle servit de point de ralliement aux anciens rebelles serbes engagés dans la révolte de la Krajina de Koča (1788) contre les Ottomans ; elle servit ainsi à préparer le premier soulèvement serbe contre les Turcs (1804-1813).
L'église, de plan rectangulaire, se termine par une abside polygonale. Elle est constituée de rondins de chêne avec un toit aujourd'hui recouvert d'un revêtement noir et qui, à l'origine, était recouvert de chaume ; son porche en bois est sculpté et peint.
L'église abrite une cinquantaine d'objets précieux, dont des icônes d'Ilija Petrović et de Nikola Janković et des livres couvrant une période allant du XVIIe au XIXe siècle ; parmi les objets précieux figure une croix sculptée de Hadži-Ruvim qui date de 1800.